# Julian Schupritt
Julian Schupritt (* 22. September 1999 in Eichstetten am Kaiserstuhl) ist ein deutscher Volleyball- und Beachvolleyballspieler.

## Karriere

### Hallen-Volleyball
Julian Schupritt spielte von 2015 bis 2018 bei der FT 1844 Freiburg und anschließend in der zweiten Mannschaft des SV Fellbach. 2020 wechselte er zum Zweitligisten Baden Volleys SSC Karlsruhe. Nach der Meisterschaft 2022 musste Schupritt wegen Knieproblemen seine Karriere beenden.

### Beachvolleyball
Julian Schupritt startete 2018 mit Robin Sowa bei der U20-EM in Anapa. Seine größten Erfolge im Beachvolleyball erreichte er bei der Techniker Beach Tour 2019 in Düsseldorf und St. Peter-Ording mit Rudy Schneider.

## Privates
Julian Schupritts Vater Norbert Schupritt ist ehemaliger Nationalspieler, seine Schwester Anna spielte auch erfolgreich Volleyball.